# Saint John (Amerikaanse Maagdeneilanden)
Saint John (Nederlands: Sint-Jan; Deens: Sankt Jan) is een eiland van de Amerikaanse Maagdeneilanden en kleiner dan de andere eilanden Saint Thomas en Saint Croix. In 2020 telde het eiland 3.881 inwoners.
De hoofdplaats en havenplaats is Cruz Bay en ligt in het westen van het eiland. Er is geen vliegveld, er gaat regelmatig een ferry naar Charlotte Amalie op Saint Thomas. Ongeveer 60% van het eiland is een onderdeel van het Virgin Islands National Park.

## Geschiedenis
Het eiland werd vanaf ongeveer 700 bewoond door de Taíno die het eiland hadden ontdekt.  In de veertiende eeuw was er een invasie van de Cariben die de macht overnamen.  Christopher Columbus zeilde langs het eiland in 1493, maar kwam niet aan land.
Rotstekeningen en artefacten gevonden in Cinnamon Bay duiden op een Taíno aanwezigheid op Sint-Jan van ongeveer 700 tot het einde van de 15e eeuw.
In 1680 arriveerden de eerste Deense kolonisten op het eiland. In 1684 werd het eiland geclaimd door de Deense West-Indische en Guineese Compagnie als Sankt Jan, maar het Verenigd Koninkrijk claimde ook het eiland, en de kolonisten werden teruggehaald.
In 1718 stichtten 20 Deense planters de plaats Coral Bay waar een klein fort werd gebouwd. In 1728 waren er ongeveer 100 plantages die suikerriet, katoen en tabak verbouwden. Er werden mensen uit Afrika gehaald om als slaaf gedwongen op de plantages te werken.
In 1733 begon een slavenopstand geleid door leden van de Ghanese Akwamu stam. Een kleine groep was met messen verstopt in takkenbossen het fort binnengedrongen en was erin geslaagd het fort te veroveren. De opstand duurde zeven maanden, en kostte het leven aan een kwart van de bevolking. Met hulp van Franse troepen uit Martinique slaagden de Denen erin de opstand te onderdrukken. De laatste Akwamu pleegden zelfmoord toen Franse troepen naderden.
In 1762 werd de Britse claim op Saint John opgegeven. In 1764 werd bij Cruz Bay een fort en nederzetting gebouwd. In 1848 werd de slavernij afgeschaft en raakten de plantages in verval. Tussen 1850 en 1870 vertrok bijna de helft van de bevolking van het eiland Saint John, en begon de economie voornamelijk te bestaan uit zelfvoorzieningslandbouw en visserij.
In 1917 werd Saint John verkocht aan de Verenigde Staten. In 1927 kregen de inwoners Amerikaans staatsburgerschap. In 1952 kocht Laurance Rockefeller de voormalige plantage Caneel Bay, en bouwde een toeristisch resort. In 1956 was meer grond gekocht door Rockefeller, en besloot hij samen met andere grootgrondbezitters een gebied ongeveer 20 km2 te reserveren voor de oprichting van het Virgin Islands National Park. In de tweede helft van de 20e eeuw begon Saint John zich te ontwikkelen als een toeristisch eiland.

## Bezienswaardigheden

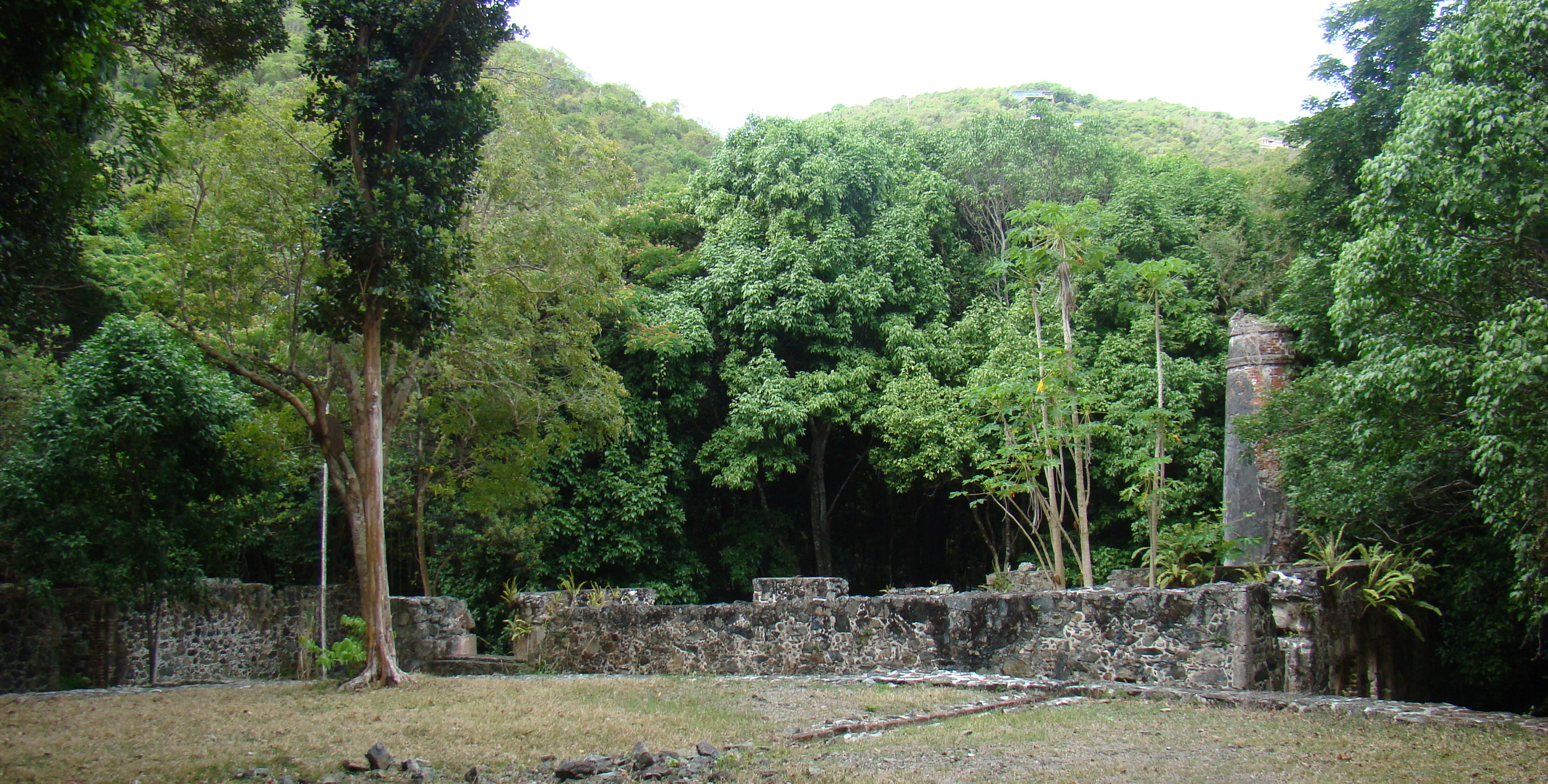
Cinnamon Bay plantage

Op Saint John bevinden zich verschillende ruïnes van plantages. Annaberg was een van de grootste suikerrietplantages met fabriek en molen. Er is een grote plantage bij Cinnamon Bay uit de 18e eeuw. In de buurt van Cinnamon Bay en Reef Bay bevinden zich petrogliefen van de inheemse bevolking die dateren tussen 600 en 1500 n.Chr.
Op de heuvel bij Coral Bay bevindt zich de ruïne van Fortsberg, het eerste fort op het eiland.
Saint John heeft de beschikking vele stranden waaronder:
- Cinnamon Bay Beach
- Gibney en Oppenheimer Beach
- Honeymoon Beach
- Salomon Beach
- Trunk Bay

## Geografie

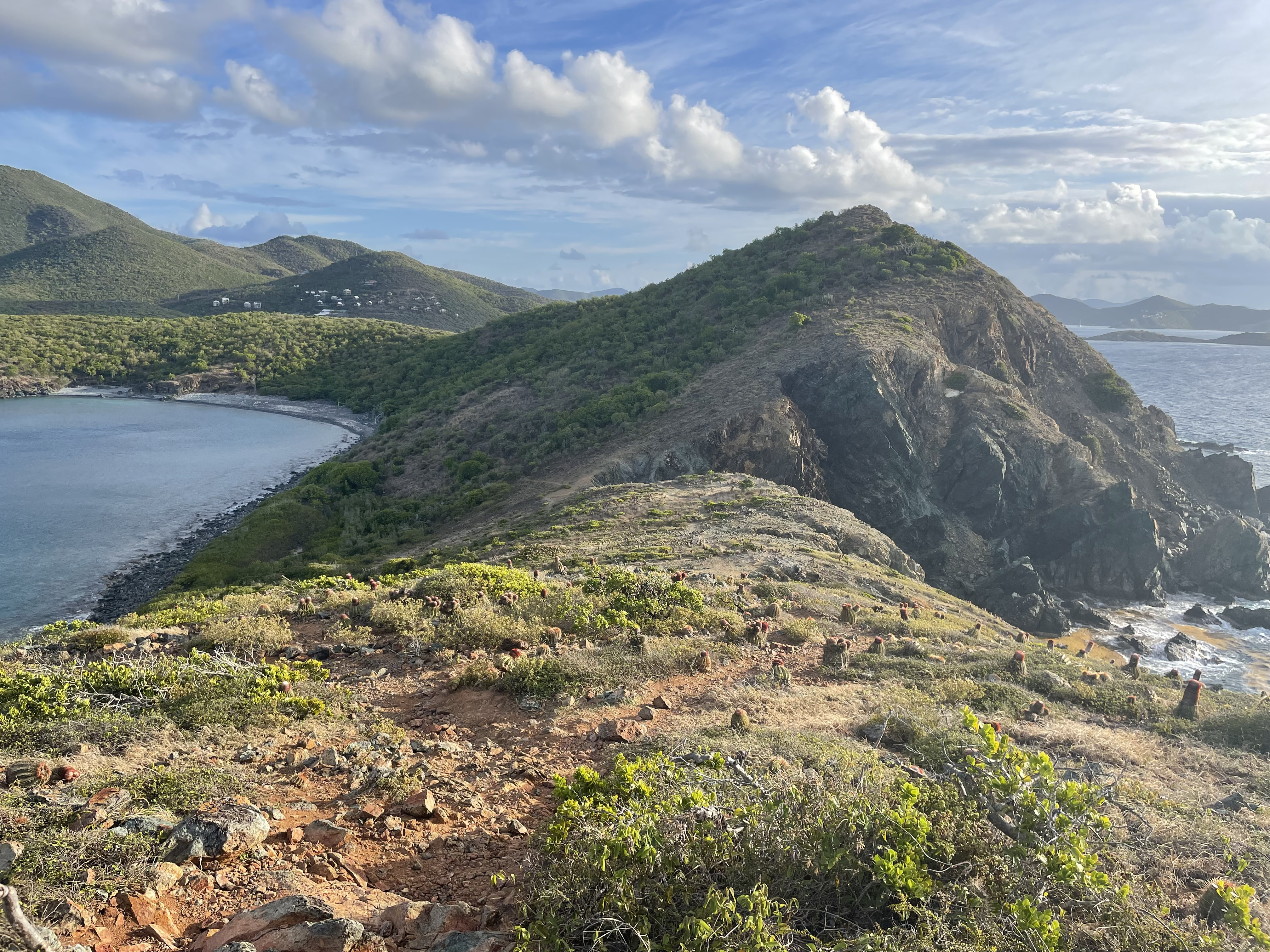
Zicht vanaf Ram Head, het oudste gedeelte van Saint John

Saint John ligt 4 km ten oosten van Saint Thomas. Het eiland is van vulkanische oorsprong, en is ongeveer 100 miljoen jaar geleden ontstaan. Puerto Rico, Saint John, Saint Thomas, en de Britse Maagdeneilanden met uitzondering van Anegada vormen samen de Puerto Ricobank. In het Pleistoceen was het één eiland, maar door de stijging van de zee zijn Puerto Rico en de Maagdeneilanden gescheiden door een 60 kilometer brede zee die tot 30 meter diep is.
De vulkanen die Saint John hebben gevormd zijn niet meer actief, maar ten noorden van het eiland ligt de convergente plaatgrens tussen de Caribische en de Noord-Amerikaanse Plaat. De botsing tussen de twee platen veroorzaakt aardbevingen en tsunami's in het gebied.

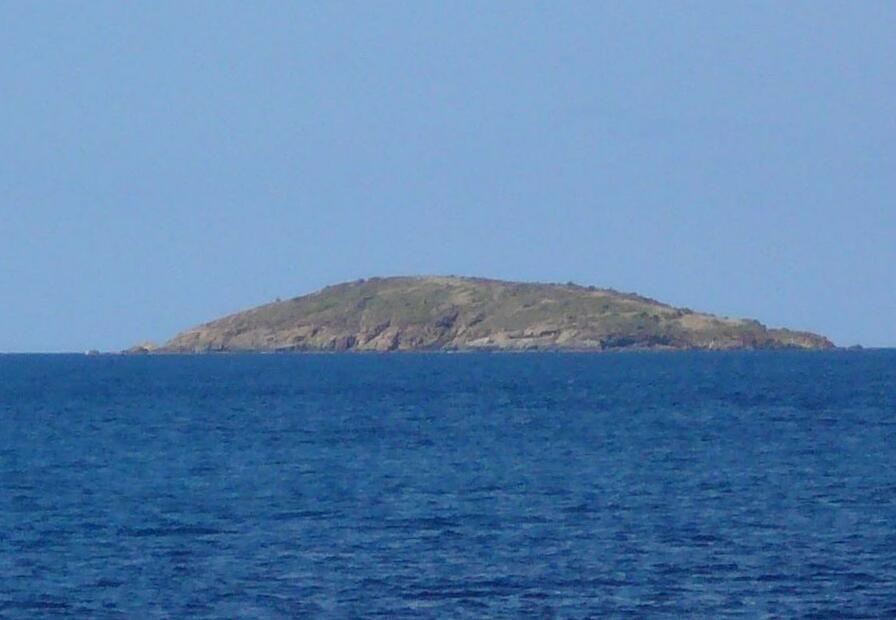
Flanagan Island

Rond Saint John liggen meerdere kleine eilandjes en rotspunten. Het eiland Flanagan Island ligt in het uiterste zuidoosten van Saint John. Denemarken en het Verenigd Koninkrijk hadden besloten dat de grens tussen beide Maagdeneilanden halverwege Saint John en Peter Island lag, echter het onbewoonde Flanagan Island bevond zich tussen de twee eilanden. Het grensconflict bleef na de verkoop van Saint John aan de Verenigde Staten. In 1977 deed het Verenigd Koninkrijk afstand van zijn claim, en werd het een onderdeel van de Amerikaanse Maagdeneilanden.

## Transport
Er is geen vliegveld op het eiland. Het dichtbijzijnde vliegveld is Luchthaven Cyril E. King in Saint Thomas. In de haven van Cruz Bay vertrekken veerboten naar Saint Thomas, en naar Jost Van Dyke en Tortola op de Britse Maagdeneilanden.

## Taal
Veel Zeeuwse en West-Vlaamse kolonisten vestigden zich op Saint John, hetgeen resulteerde in de ontwikkeling van de creooltaal Negerhollands. In 1898 werd Alice Stevens geboren op Saint John, en sprak Negerhollands als moedertaal. In 1977 was Stevens een van de zes laatste bekende sprekers, en werd uiteindelijk de laatste spreker. In 1987 overleed Stevens en stierf de taal officieel uit.

## Geboren
- Jasmine Campbell (1991), alpineskiester

## Galerij

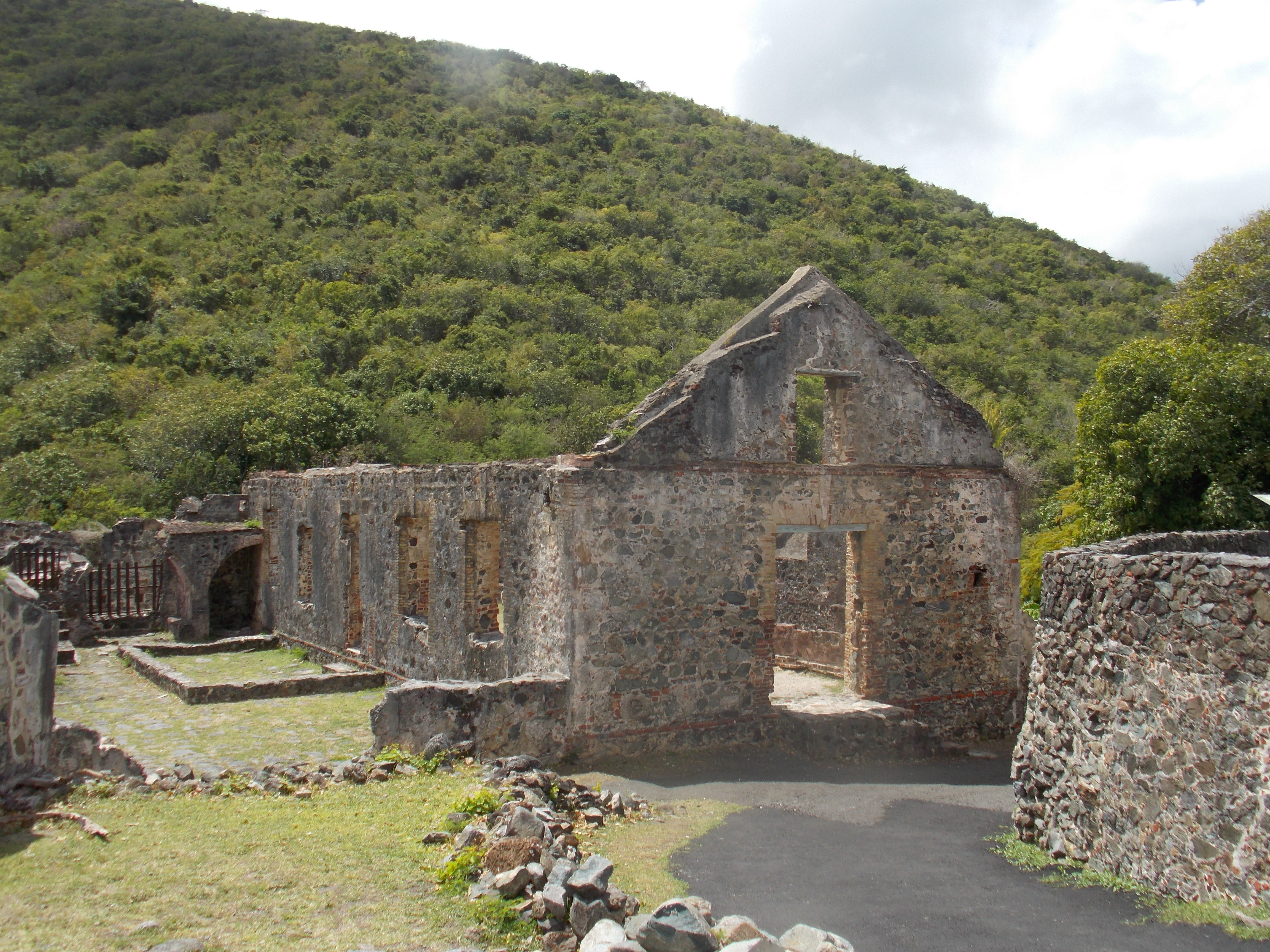
Ruïne van de plantage Annaberg
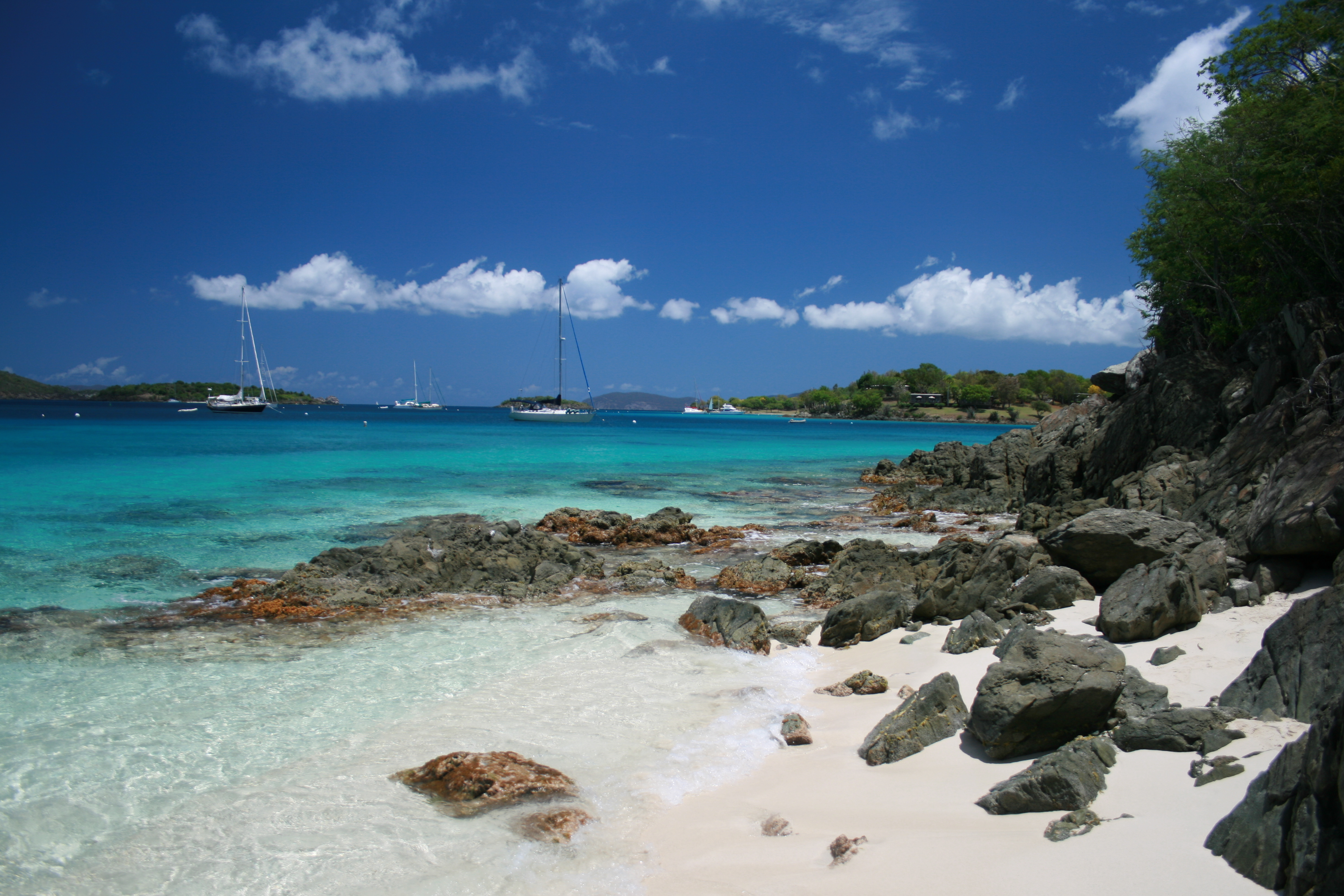
Honeymoon Beach
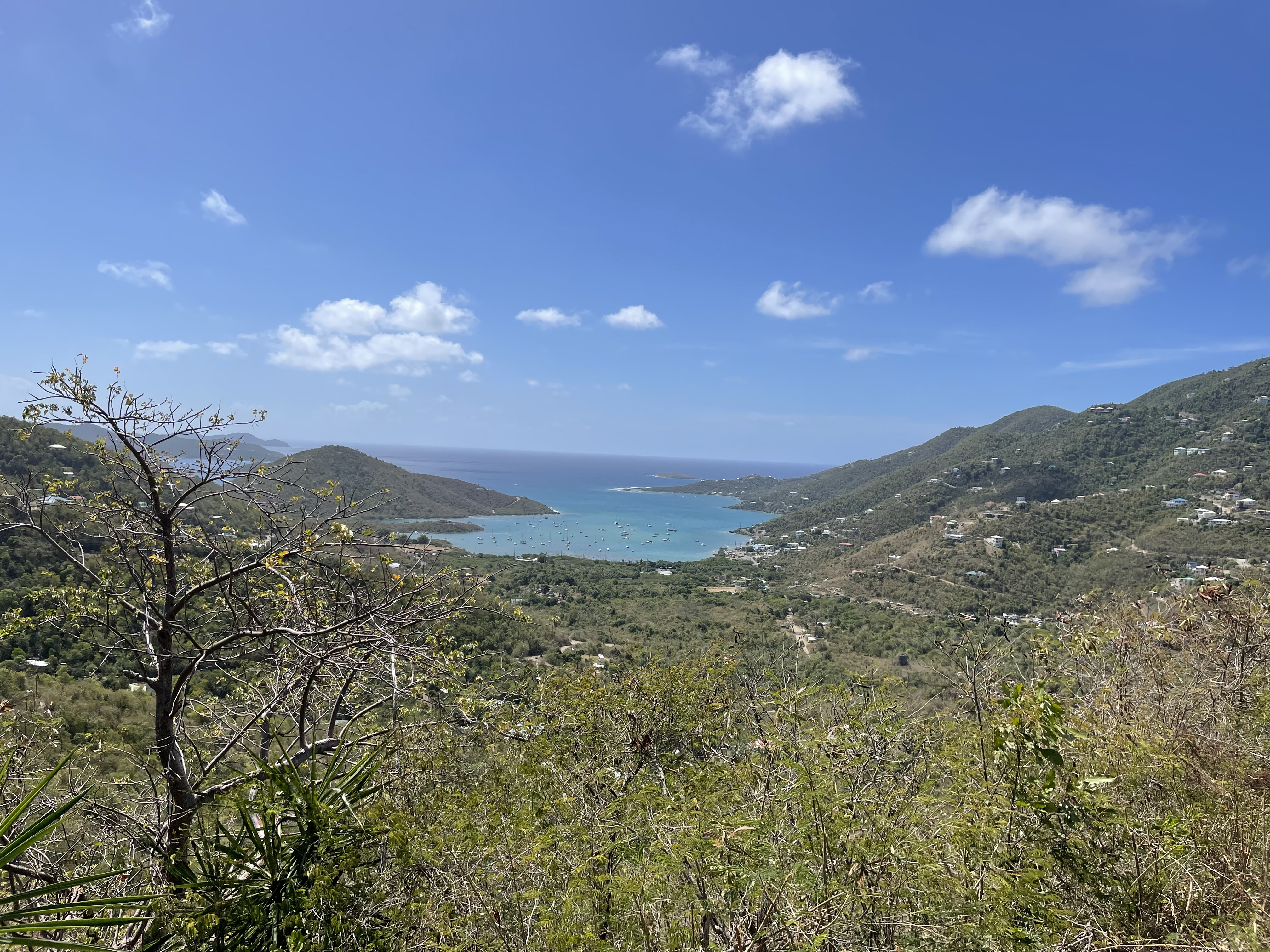
Zicht op Coral Bay
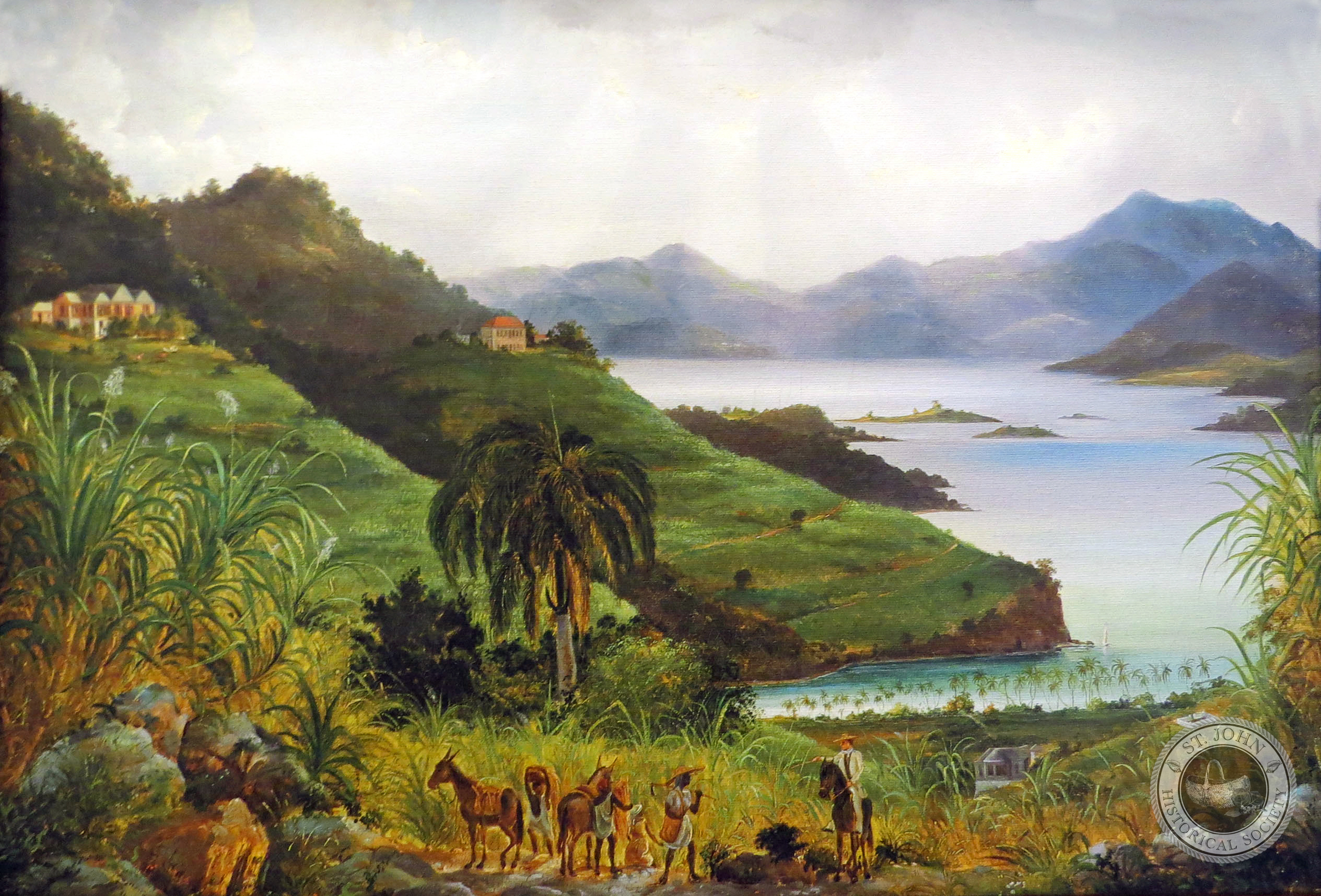
Schilderij van Abraham's Fancy plantage (1852)

Saint Croix · Saint John · Saint Thomas

Buck Island (Saint Croix) · Great Hans Lollik · Great Saint James · Hassel Island · Little Saint James · Protestant Cay · Thatch Cay · Water Island